# Districtul autonom Ciukotka
Districtul autonom Ciukotsk, Districtul autonom Ciukotka (rusă Чукотский автономный округ / Ciukotschi avtonomîi okrug), este un district administrativ din „Districtul Federal Orientul Îndepărtat”, Rusia (Siberia Orientală), mărginită la nord-est de Marea Ciukotsk.

## Localități
| Localitate    | Denumirea rusă | Rol administrativ                                      | Raion      | Locuitori (la 1 ianuarie 2006) |
| ------------- | -------------- | ------------------------------------------------------ | ---------- | ------------------------------ |
| Alischerovo   | Алискерово     | -                                                      | Bilibino   | 3                              |
| Anadîr        | Анадырь        | Oraș independent, reședința Regiunii Autonome Ciukotka | -          | 11.193                         |
| Beringovschi  | Беринговский   | -                                                      | Anadîr     | 1.676                          |
| Bilibino      | Билибино       | Reședință de raion                                     | Bilibino   | 5.717                          |
| Egvechinot    | Эгвекинот      | Reședință de raion                                     | Iultinsc   | 2.444                          |
| Komsomolschi  | Комсомольский  |                                                        | Ciaun      | 446                            |
| Lavrentia     | Лаврентия      | Reședință de raion                                     | Ciukotka   | 1333                           |
| Leningradschi | Ленинградский  | -                                                      | Anadîr     | 680                            |
| Mîs Șmidta    | Мыс Шмидта     | -                                                      | Iultinsc   | 546                            |
| Pevec         | Певек          | Reședință de raion                                     | Ciaun      | 4.557                          |
| Providenia    | Провидения     | Reședință de raion                                     | Providenia | 2.717                          |
| Șahtiorschi   | Шахтёрский     | -                                                      | Anadîr     | 46                             |
| Ugolinîe Copi | Угольные Копи  | Reședință de raion                                     | Anadîr     | 3.449                          |

1. ↑  „Districtul autonom Ciukotka”, Gemeinsame Normdatei, accesat în 20 august 2021